# Спіраль Ферма

Спіраль Ферма

Спіраль Ферма (також знана як параболічна спіраль) — це крива, що визначається рівнянням
{\displaystyle r=\pm \ a\theta ^{1/2}\,}
в полярних координатах. Загальніший вигляд рівняння: r 2 = a 2θ.
Спіраль Ферма є одним з видів спіралі Архімеда.
Втім відмінність від звичайної спіралі Архімеда полягає також у тому, що відстань між сусідніми витками у першій спіралі завжди однакова, а у спіралі Ферма ця закономірність не зберігається.
У Декартовій системі координат рівняння Спіралі Ферма можна записати так:
{\displaystyle {\frac {y}{x}}=tan({\frac {x^{2}+y^{2}}{a^{2}}})}
Ця формула може бути доведена завдяки зв'язку між полярною системою координат та декартовою:
{\displaystyle x=a\surd \varphi cos\varphi };          {\displaystyle y=a\surd \varphi sin\varphi };           {\displaystyle \varphi \geq 0};         {\displaystyle r^{2}=x^{2}+y^{2}},     а також враховуючи, що {\displaystyle \varphi ={\frac {r^{2}}{a^{2}}}}

## Спіраль Ферма і квітка соняшнику

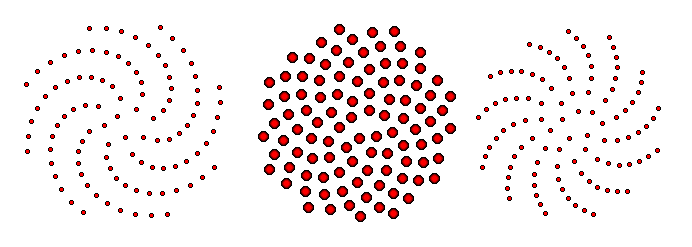
Розміщення простих квіток складної квітки соняшнику згідно з моделлю Фогеля (центральне зображення). Два інших зображення показують розміщення при трохи інших значеннях кута.

У квітці соняшника група спіралей залягає числами Фібоначчі, оскільки дивергенція (кут послідовності в організації спіралей) прямує до золотого відношення. Форма спіралей залежить від росту послідовних елементів. В зрілій квітці (коли всі елементи мають однаковий розмір) спіралі насіння є спіралями Ферма. Це тому, що спіралі Ферма перетинають рівня кільця в однакових положеннях. Повну модель запропонував Фогель 1979 року. Формула має такий вигляд:
{\displaystyle r=c{\sqrt {n}},}
{\displaystyle \theta =n\times 137.508^{\circ },}
де θ — це кут, r — радіус відстані від центру, n — індекс простої квітки і c — це параметр. Кут 137,508° це золотий кут, який є апроксимованим відношенням чисел Фібоначчі.